# 菲奥娜·博伊斯
菲奥娜·博伊斯（英語：Fiona Boyce，1987年6月11日—），澳大利亚女子曲棍球运动员。她曾代表澳大利亚参加2010年英联邦运动会曲棍球比赛，获得一枚金牌。她也曾参加2012年夏季奥林匹克运动会。